# Lost Piece
A Lost Piece Fehér Géza magyar gitáros első nagylemeze, amelyet 2008. szeptember 30-án adott ki a Bermuda Blues Kiadó.

## Számlista
Az összes szám szerzője Fehér Géza. 
| #  | Cím              | Hossz |
| -- | ---------------- | ----- |
| 1. | Morale           | 5:20  |
| 2. | Morning Rain     |       |
| 3. | Break Of Day     | 5:55  |
| 4. | Fractal          |       |
| 5. | Alternate Future | 4:56  |
| 6. | Behind The Door  |       |

## Közreműködők
- Gyenge Lajos – dob
- Fehér Géza – gitár
- Nagy Zsolt – billentyűs hangszerek
- Giret Gábor – basszusgitár

## Külső hivatkozások
- Hivatalos oldal